# Esparron-de-Verdon
Esparron-de-Verdon ist eine französische Gemeinde mit 382 Einwohnern (Stand 1. Januar 2022) im Département Alpes-de-Haute-Provence in der Region Provence-Alpes-Côte d’Azur. Sie gehört zum Kanton Valensole im Arrondissement Forcalquier.

## Geographie

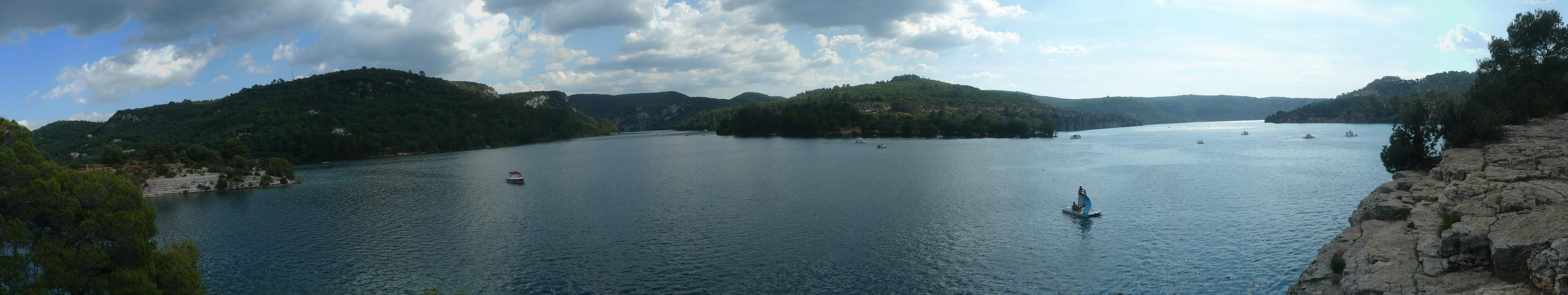
Lac d'Esparron

Die Gemeinde liegt im Regionalen Naturpark Verdon, am Lac d’Esparron, einem Stausee des Flusses Verdon. Der Seespiegel liegt auf einer Höhe von 359 m, hat eine Oberfläche von 3,28 km² und fasst 80 Mio. m3 Wasser. Die größte Tiefe liegt bei 55 Metern.
Die Nachbargemeinden sind im Norden Saint-Martin-de-Brômes und Allemagne-en-Provence, im Osten Montagnac-Montpezat, im Südwesten Saint-Laurent-du-Verdon, im Süden Quinson und im Westen Saint-Julien.

## Geschichte
Auf dem Gemeindegebiet gibt es Überreste, die von einer Besiedlung im Neolithikum und in der Bronzezeit zeugen. Die Gemeinde als solche erscheint erstmals auf Urkunden in den Jahren 1046–1066, und zwar unter unterschiedlichen Bezeichnungen: castrum Sparronis, Sparro, Esparro, Sparonum. Ortsherrin war von 990 bis 1259 die Abtei Lérins. 1262 wurde das Schloss von König Karl von Anjou eingenommen. Während der Französischen Revolution wurde das Schloss, das damals der Familie de Castellane gehörte, enteignet und als nationales Gut verkauft. Käufer war ein Freund der Familie, der es für die vormaligen Eigentümer zurück erwarb. Seit der Französischen Revolution besteht im Ort eine Patriotische Gesellschaft.
Im Jahr 1973 fusionierte Esparron mit der Gemeinde Albiosc, die einen Ortskern aus dem 12. Jahrhundert hat.

### Bevölkerungsentwicklung
| Jahr                       | 1962 | 1968 | 1975 | 1982 | 1990 | 1999 | 2007 | 2016 |
| Einwohner                  | 65   | 81   | 118  | 206  | 290  | 312  | 427  | 406  |
| Quellen: Cassini und INSEE |      |      |      |      |      |      |      |      |

## Wirtschaft
Im Ort gibt es eine Genossenschaft zur Lavendel-Destillation. Ansonsten spielt der Tourismus eine wirtschaftliche Rolle. Der See bietet verschiedene Möglichkeiten zum Wassersport und die Landschaft ist interessant für Wanderer.

## Sehenswürdigkeiten
Das noch immer bewohnte Schloss hat einen Donjon aus dem 13. Jahrhundert, der als Monument historique klassifiziert ist.

## Gemeindepartnerschaften
Wie der flussabwärts gelegene Badeort Gréoux-les-Bains ist Esparron-de-Verdon eine Partnerschaft mit dem Kurort Bad Krozingen in Baden-Württemberg eingegangen.